# Auguste Van de Verre
Auguste Van de Verre var en belgisk bågskytt. 
Van de Verre deltog vid olympiska sommarspelen 1920, där han tog två guld.